# Безпрограшна стратегія. Як уникнути промахів у бізнесі
Безпрограшна стратегія. Як уникнути промахів у бізнесі (англ. Playing to Win: How Strategy Really Works by A.G. Lafley, Roger L. Martin) - книжка колишнього директора P&G Алана Лефлі та радника з питань стратегій, видатного бізнес-мислителя за версією Thinkers50 Роджера Мартіна. Вперше опублікована в 2005 році. Бестселер Wall Street Journal та Washington Post.

## Переклад українською
- Лефлі Алан, Мартін Роджер. Безпрограшна стратегія. Як уникнути промахів у бізнесі / пер. Ірина Гнатковська. К.: Наш Формат, 2018. —  256 с. — ISBN 978-617-7552-96-2